# In Strict Confidence
In Strict Confidence is een Duitse elektro-band, die in 1989 werd opgericht.
De groep heette aanvankelijk Seal of Secrecy, maar veranderde de naam in 1992 in In Strict Confidence. De leden zijn zangers Dennis Ostermann en Antje Schulz, drummer Stefan Vesper en Jörg Schelte, die de programmering van de computers verzorgt. De nummers worden gecomponeerd door Ostermann, Schelte en Vesper, terwijl Schulz de teksten schrijft.
De dubbele Compact cassette Hell Inside/Hell Outside uit 1994, die in het Kloster Höchst in het Odenwald opgenomen was, trok de aandacht van verschillende muzieklabels. In 1996 koos de groep voor het label Zoth Onmog en het daaropvolgende jaar maakte ze een eerste tournee door Duitsland. Hun grote doorbraak in de electro-scène kwam in 1998 met de cd Face the Fear. In 1999 maakten ze samen met Das Ich een tournee door de Verenigde Staten.
In Strict Confidence maakt sterk elektro-georiënteerde, soms ietwat ruwe muziek met voor de overgrote meerderheid Engelstalige teksten. Ze schuwen het experiment niet: ze neigen bijwijlen naar noise, en vervormen het geluid kunstmatig met ruis, of laten leegten open. Op het album Love Kills! uit 2000 staat bijvoorbeeld een nummer getiteld '666 Seconds of Silence in Heaven'; het is inderdaad een lege track van 666 seconden.
Zanger Dennis Ostermann was gastmuzikant bij Melotron op hun album Brüder, en drummer Stefan Vesper leidt een soloproject genaamd SteveDragon.

## Discografie
- 1992 Sound Attack (mc)
- 1994 Hell Inside / Hell Outside (2 mc's)
- 1996 Cryogenix (cd)
- 1997 Collapse (ep)
- 1998 Dementia (7 inch-vinylplaat)
- 1998 Face The Fear (cd)
- 1999 Industrial Love (12 inch-picture-vinyl)
- 1999 Industrial Love / Prediction (2 ep's)
- 2000 Kiss Your Shadow (mcd)
- 2000 Love Kills! (cd)
- 2000 Zauberschloss (ep)
- 2001 The Truth Inside Of Me (mcd-Box)
- 2002 Herzattacke (ep)
- 2002 Mistrust The Angels (cd)
- 2003 Engelsstaub (ep)
- 2003 Mistrust The Bonus Edition (ep)
- 2004 Babylon (2 MCD's)
- 2004 Holy (cd, beperkt 2 cd's)
- 2004 Holy - The Hecq Destruxxion (cd-box)
- 2005 Seven Lives (ep)
- 2005 The sun always shines on tv (met Melotron, mcd-box)
- 2006 Where sun and moon unite (ep)
- 2006 Exile Paradise (cd, 2 cd's, beperkt 3 cd's)
- 2007 The serpent's Kiss (beperkte box van 3 mcd's)
- 2009 My Despair (ep)